# Blepharella versatilis
Blepharella versatilis là một loài ruồi trong họ Tachinidae.